# Flabián Londoño
Flabián Londoño Bedoya (Ebéjico, Antioquia; 9 de julio del 2000) es un futbolista colombiano. Juega como delantero y su equipo actual es Carabobo Fútbol Club de la Primera División de Venezuela.

## Trayectoria

### Inicios
Comenzó jugando desde los 14 años en Deportivo La Mazzia de la Liga Antioqueña. Donde demostrò sus habilidades y talento goleador.

### River Plate
Gustavo Fermani, exintegrante del cuerpo técnico de las inferiores de River lo observó jugar en "La Mazzia" y en el año 2018 lo llevó al conjunto "millonario" donde realizó pruebas en las que finalmente quedó, formando parte de la quinta división.
Destacó rápidamente en las inferiores de "la banda" por su capacidad goleadora, llegando a anotar 9 goles en 10 partidos disputados, incluyendo un gol contra Boca Juniors por el superclásico de inferiores y un triplete en la goleada 7-0 de River Plate a Colón de Santa Fé.
El 10 de mayo de 2021 firmó su primer contrato profesional con River Plate hasta diciembre de 2024.
En enero de 2022 hizo su primera pretemporada con River Plate, formando parte del plantel de Primera División.
Actualmente, el colombiano lleva anotados 19 goles en 39 partidos en reserva. Aun no ha podido debutar en primera división debido a diferentes lesiones que sufrió, que lo llevó a ir a un psicólogo para poder solucionar sus inconvenientes físicos.

### Arsenal de Sarandí
En enero de 2023 fue cedido a Arsenal de Sarandí. El 22 de abril del 2023 convierte su primer gol por la fecha 13 de la Liga Profesional dándole así la victoria agónica 2 a 1 sobre Unión de Santa Fe.

### Tigre
En enero de 2024 llegó cedido a Tigre.

### Patriotas Boyacá
En julio de 2024 llegó con el pase en su poder al "Rojo de Boyacá" luego de haber rescindido su contrato con River.

### Carabobo F. C.
En enero de 2025 rescindió su contrato con el club colombiano y llegó libre a Carabobo.

## Estadísticas

### Clubes
- Actualizado hasta el 13 de agosto de 2025.

| Club | Div.                | Temporada           | Liga  | Liga  | Liga   | Copas Nacionales (1) | Copas Nacionales (1) | Copas Nacionales (1) | Copas Internacionales (2) | Copas Internacionales (2) | Copas Internacionales (2) | Total | Total | Total  | Medida goleadora(3) |
| Club | Div.                | Temporada           | Part. | Goles | Asist. | Part.                | Goles                | Asist.               | Part.                     | Goles                     | Asist.                    | Part. | Goles | Asist. | Medida goleadora(3) |
| --- | ------------------- | ------------------- | ----- | ----- | ------ | -------------------- | -------------------- | -------------------- | ------------------------- | ------------------------- | ------------------------- | ----- | ----- | ------ | ------------------- |
| Arsenal Argentina |                     |                     |       |       |        |                      |                      |                      |                           |                           |                           |       |       |        |                     |
| 1.ª | 2023                | 22                  | 2     | 0     | 8      | 0                    | 0                    | Inexistentes         | Inexistentes              | Inexistentes              | 30                        | 2     | 0     | 0,06   |                     |
| Total club | Total club          | 22                  | 2     | 0     | 8      | 0                    | 0                    | 0                    | 0                         | 0                         | 30                        | 2     | 0     | 0,06   |                     |
| Tigre Argentina |                     |                     |       |       |        |                      |                      |                      |                           |                           |                           |       |       |        |                     |
| 1.ª | 2024                | 2                   | 0     | 0     | 11     | 0                    | 0                    | Inexistentes         | Inexistentes              | Inexistentes              | 13                        | 0     | 0     | 0,00   |                     |
| Total club | Total club          | 2                   | 0     | 0     | 11     | 0                    | 0                    | 0                    | 0                         | 0                         | 13                        | 0     | 0     | 0,00   |                     |
| Patriotas Boyacá · Colombia |                     |                     |       |       |        |                      |                      |                      |                           |                           |                           |       |       |        |                     |
| 1.ª | 2024                | 14                  | 4     | 1     | 0      | 0                    | 0                    | Inexistentes         | Inexistentes              | Inexistentes              | 14                        | 4     | 1     | 0,28   |                     |
| Total club | Total club          | 14                  | 4     | 1     | 0      | 0                    | 0                    | 0                    | 0                         | 0                         | 14                        | 4     | 1     | 0,28   |                     |
| Carabobo F. C. · Venezuela |                     |                     |       |       |        |                      |                      |                      |                           |                           |                           |       |       |        |                     |
| 1.ª | 2025                | 22                  | 7     | 1     | 0      | 0                    | 0                    | 6                    | 0                         | 0                         | 28                        | 7     | 1     | 0,25   |                     |
| Total club | Total club          | 22                  | 7     | 1     | 0      | 0                    | 0                    | 6                    | 0                         | 0                         | 28                        | 7     | 1     | 0,25   |                     |
| Total en su carrera | Total en su carrera | Total en su carrera | 60    | 13    | 2      | 19                   | 0                    | 0                    | 6                         | 0                         | 0                         | 85    | 13    | 2      | 0,15                |
| (1) Las copas nacionales se refiere a la Copa Argentina, la Copa de la Liga Profesional, la Copa Colombia y la Copa Venezuela. (2) Las copas internacionales se refiere a la Copa Libertadores y la Copa Sudamericana. (3) Media de goles por encuentro. No incluye goles en partidos amistosos. |                     |                     |       |       |        |                      |                      |                      |                           |                           |                           |       |       |        |                     |

## Vida personal
Es primo de Gerardo Bedoya quien fue lateral izquierdo campeón con Racing Club en el año 2001, y actualmente se desempeña como director técnico.  Su referente e ídolo es su compatriota Radamel Falcao García.